# Ed Litzenberger

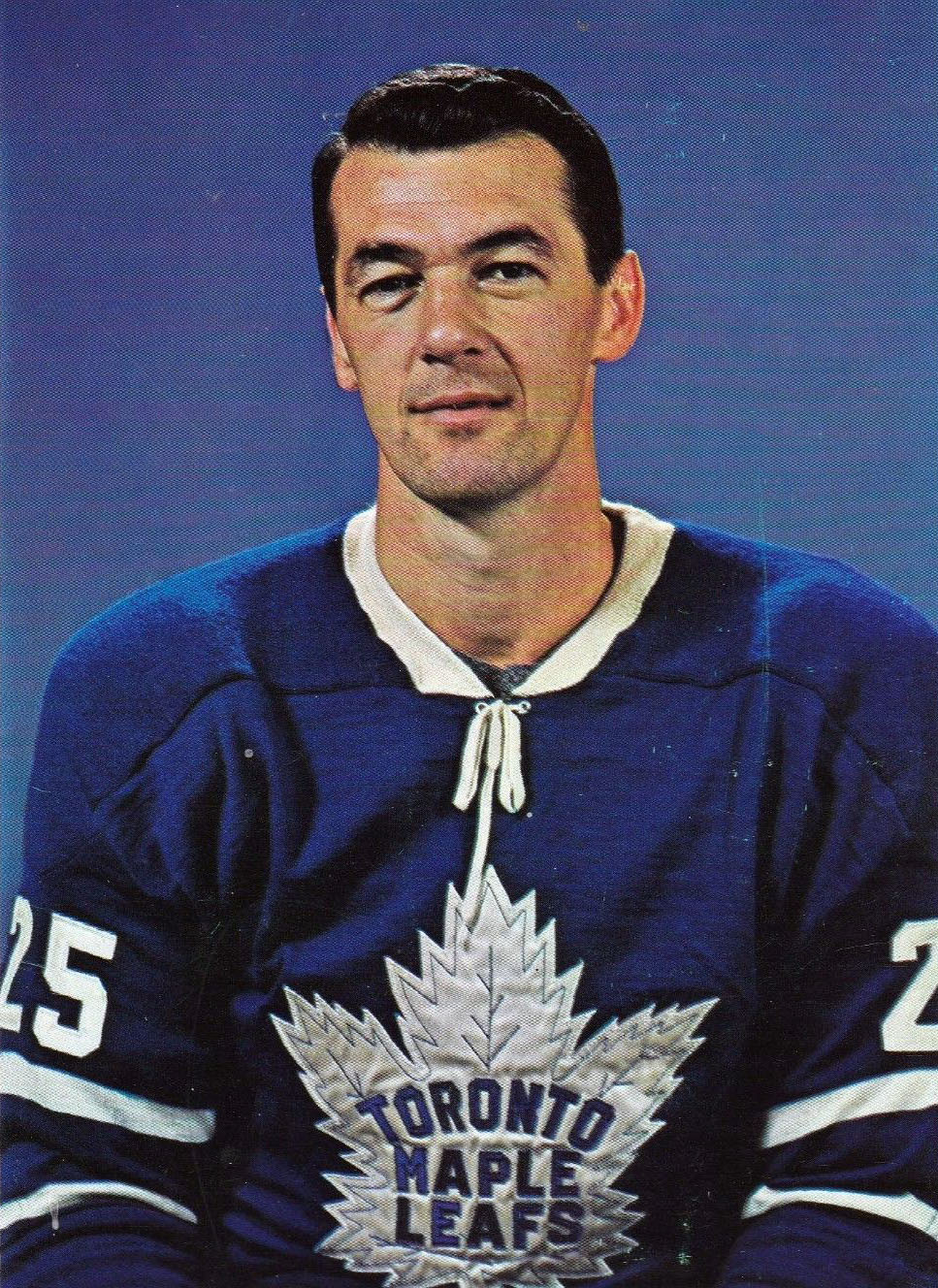
Ed Litzenberger als Mitglied der Toronto Maple Leafs auf einer Sammelkarte (zwischen 1963 und 1965 auf Rückseiten von Chex-Müslischachteln)

Edward Charles John „Ed“ Litzenberger (* 15. Juli 1932 in Neudorf, Saskatchewan; † 1. November 2010 in Etobicoke, Ontario) war ein kanadischer Eishockeyspieler (Rechtsaußen), der von 1952 bis 1964 für die Canadiens de Montréal, Chicago Black Hawks, Detroit Red Wings und Toronto Maple Leafs in der National Hockey League spielte.

## Karriere
Litzenberger erreichte als Juniorspieler mit den Regina Pats erreichte er mehrfach das Finalturnier um den Memorial Cup, konnte diesen Cup jedoch nie gewinnen.
Zur Saison 1952/53 holten ihn die Canadiens de Montréal in ihren Kader. Er kam zwar zu seinem Debüt in der NHL und erzielte bei seinen beiden Einsätzen auch sein erstes Tor. Da der Kader jedoch zu stark besetzt war, musste meist mit den Royaux de Montréal in der Ligue de hockey senior du Québec spielen. Nachdem er auch in den folgenden beiden Jahren nicht den Durchbruch geschafft hatte, gab man ihn im Dezember 1954 an die Chicago Black Hawks ab. Nach vier Spielen ohne einen Punkt gelang es ihm, sich durchzusetzen. In den letzten 40 Spielen der Saison gelangen ihm 40 Punkte. Diese Leistung brachte ihm die Calder Memorial Trophy als bestem Rookie ein, auch wen es ihm nicht gelang, seinem Team zum Einzug in die Playoffs zu verhelfen. In den folgenden Jahren entwickelte er sich bei den Black Hawks zu einem der besten Scorer der Liga. 1957 wurde er ins NHL Second All-Star Team gewählt. Er spielte häufig in einer Angriffsreihe mit Bobby Hull und Lorne Ferguson. Von 1958 bis 1961 war er Mannschaftskapitän in Chicago. 1961 führte der die Blackhawks zu ihrem ersten Stanley Cup seit 1938.
Zur Saison 1961/62 wechselte er zu den Detroit Red Wings, doch schon vor dem Jahreswechsel holten ihn die Toronto Maple Leafs im Waiver Draft. Dort gelang es ihm, den im Vorjahr in Chicago gewonnenen Stanley Cup erneut zu gewinnen, auch in den nächsten beiden Jahren verteidigten die Leafs den Titel.
Ab 1964 wurde er oftmals nur im Farmteam, bei den Rochester Americans in der American Hockey League eingesetzt. Nachdem er in der Saison 1965/66 zwischen Rochester und den Victoria Maple Leafs in der Western Hockey League gependelt hatte, beendete er seine Karriere.

## Sportliche Erfolge
- Stanley Cup: 1961, 1962, 1963 und 1964
- Calder Cup: 1965, 1966

### Persönliche Auszeichnungen
- NHL Second All-Star Team: 1955
- Calder Memorial Trophy: 1952